# Málik Vince András
Málik Vince András (Trencsén, 1819. szeptember 5. – Vác, 1873. március 15.) piarista áldozópap és tanár.

## Élete
A gimnázium alsó osztályait szülővárosában végezte, a felsőbbeket Szegeden látogatta. 1837. szeptember 14-én Privigyén lépett a rendbe, a novíciátust is ott végezte 1838-39-ben és tanár volt ugyanott 1840-ben. A teológiai tanulmányoknak 1841-1842-ben Nyitrán és 1843-ban Szentgyörgyön történt bevégzése után 1843. július 26-án miséspapnak szenteltetett fel. Tanár volt 1844-50-ben Kisszebenben (Szepes vármegye), 1851-59-ben Selmecen a görög és szláv nyelvtörténelem, földrajztudomány és latin nyelv tanára, egyszersmind hitszónok és tíz hónapig a plébánia adminisztrátora volt. 1860-ban Pesten, 1861-ben Kecskeméten volt tanár és a rend növendékeinek másodigazgatója, 1862-től 1873-ig Vácon a novíciusok másod magistere és a siketnémák országos intézetében hittanár.
A tót hírlapoknak munkatársa volt. Cikke a selmecbányai k. kath. gymnasium Jahresberichtjében (1858. De proverbiis et adagiis latinis).

## Művei
- Slovenskske mluvnice. Selmeczbánya, 1851 (tót-cseh nyelvtan)
- Az ausztriai birodalom történelme. A gymnasiumok és reáliskolák használatára (Tomek V. Vladivoj kézikönyvének szövegét megmagyarítá). Pest, 1856
- Az általános földrajznak két szakaszra osztott alapvonalai. Bécs, 1859
- Latin nyelvtan a gymnasium negyedik s felsőbb osztályai számára és magánhasználatra. Vácz, 1871